# 巴尔哈斯
巴尔哈斯，是西班牙卡斯蒂利亚-莱昂莱昂省的一个市镇。 总面积63平方公里，2001年普查人口總數為368人，人口密度為每平方公里6人。